# Carol Dlamini
Carol Dlamini, nota come Inkhosikati LaNgangaza (25 dicembre 1970), è la quarta Inkhosikati (regina consorte) di eSwatini dal 1987, come moglie di Mswati III.

## Biografia
Carol Dlamini è nata nel 1970 ed è laureata in legge. Sposò il re Mswati III nel 1987. Patrocina la sezione swati dell'organizzazione Hospice at Home, capeggiata in passato da Diana Spencer, e la Fundzis’ Umtfwana, attiva nell'ambito dell'istruzione. Vive nella residenza reale di eNgabezweni e accompagnò il re nelle visite di Stato in Germania (nel 1999), negli Emirati Arabi Uniti e in Zambia.
Nel 2012 intraprese con Notsetselo Magongo e Phindile Nkambule una vacanza multimilionaria a Las Vegas. Il viaggio venne giudicato come "insensibile" e "arrogante" da Vincent Dlamini, segretario generale della National Public Service and Allied Workers Union (NAPSAWU).

## Patrocini
- Eswatini Hospice at Home;[2]
- Fundzis’ Umtfwana.[1]

## Discendenza
Carol Dlamini e Mswati III di eSwatini hanno quattro figlie:
- Principessa Temaswati (20 ottobre 1988);
- Principessa Tiyandza (5 gennaio 1992);
- Principessa Tebukhosi (24 gennaio 1994);
- Principessa Wesive Mazwezulu (2012).